# 남무
수메르 전설에서 남무(Nammu 또는 Namma (남마))는 수메르 창세의 여신이다. 만약 바빌로니아 창세 신화 에누마 엘리시가 수메르 전설에 기초하였다면, 남무는 수메르의 원시 바다의 여신으로, 하늘(안)과 땅(키) 그리고 첫 신을 낳았다.